# Guatemala Café
Guatemala Café ist ein 2007 bei eggertspiele erschienenes Brettspiel von Inka und Markus Brand mit Grafiken von Matthias Catrein.

## Inhalt
- 1 Spielplan "Anbaugebiete" (eine Seite mit vorgegebener Startaufstellung, eine Seite ohne Vorgabe)
- 1 Spielplan "Plantagen" (eine Seite für 3 und 4 Spieler, eine Seite für 2 Spieler)
- 20 Besitzplättchen (je 5 in den Farben blau, gelb, orange und violet)
- 4 Siegpunktanzeiger (je 1 in den Farben blau, gelb, orange und violet)
- 1 Einkäufer (graue Spielfigur)
- 50 Wege (graue Holzstäbchen)
- 35 Kaffeesäcke (naturfarbige Spielfurgen)
- 35 Aufkleber für die Kaffeesäcke (je 7 in den Farben braun, hellbraun, rotbraun, schwarz und weiß)
- 48 Münzen
  - 20× Wert 1 Centavo
  - 16× Wert 3 Centavo
  - 12× Wert 5 centavo
- 45 Arbeiterinnen (je 9 in den Kaffeefarben braun, hellbraun, rotbraun, schwarz und weiß)
- 15 Lagerhütten (je 3 in den Kaffeefarben braun, hellbraun, rotbraun, schwarz und weiß)
- 15 Schiffe (je 3 in den Kaffeefarben braun, hellbraun, rotbraun, schwarz und weiß)
- 6 Kärtchen zum Abdecken der Hüttenbauplätze (für das Spiel zu dritt)
- 1 Beutel mit Kaffeebohnen für das Aroma
- Spielregel (je 8 DIN-A5-Seiten deutsch und englisch)

## Beschreibung
Die beiden Spielpläne werden nebeneinander ausgelegt. Je nach benutzter Seite werden auf den Anbaugebieten die Kaffeesäcke, Arbeiterinnen, Hütte und Schiffe entweder auf den vorgegebenen Plätzen oder beliebig platziert. In jeder Runde versetzen die Spieler zunächst den Einkäufer auf dem Rundweg um die Anbaugebiete und haben anschließend 2 Möglichkeiten:
- Plantagen bauen:

Hierzu nehmen sich die Spieler 1 bis 3 Hütten, Arbeiter, Schiffe oder Wege aus der Reihe in der sich der Einkäufer befindet und bezahlen die Einsetzkosten, die je nach Einsatzort auf dem Plantagenplan unterschiedlich hoch sind. Unter eine Hütte legt der Spieler eins seiner Besitzplättchen. Jeder Spieler darf eine Kaffeesorte nur einmal anbauen. Um seinen Kaffee günstiger verschiffen zu können, sollte ein Spieler seine Hütten mit einem Liegeplatz eines passenden Schiffes durch Wege verbinden.
- Kaffe werten:

Hierzu nimmt der Spieler aus der Reihe in der sich der Einkäufer befindet einen Kaffeesack und legt ihn auf das letzte freie Feld der Siegpunktleiste. Er erhält dafür sofort 8 Centavos. Anschließend erfolgt die Wertung dieser Kaffeesorte und die Spieler erhalten pro Arbeiterin dieser Sorte an einer Hütte einen Punkt. Diese Punkte werden durch mit der Hütte verbundene Schiffe vervielfacht. Dabei verdoppelt 1 Schiff die Punkte, 2 Schiffe geben die dreifache und 3 Schiffe die vierfache Punktzahl. Haben ein oder mehrere Schiffe zur Wertung beigetragen wird das günstigste Schiff vom Feld genommen und die anderen Schiffe rücken vor. Der Spieler legt anschließend einen Kaffeesack aus seinem Vorrat, oder falls er keine mehr hat aus dem allgemeinen Vorrat auf den frei gewordenen Platz.
Vor einer Wertung haben die anderen Spieler aber die Möglichkeit, diese zu blockieren, falls ihnen die Wertung nicht lukrativ oder für den Gegner zu hoch erscheint. Dazu tauscht er den gewählten Kaffeesack durch einen eigenen aus. Der blockierte Spieler darf dann die Aktion "Plantagen bauen" durchführen, erhält aber trotzdem die 8 Centavos.
Durch die auf die Siegpunktleiste gelegten Kaffeesäcke wird das Spielende bestimmt, denn wenn der erste Spieler mit seinem Siegpunktmarker auf einen Kaffeesack trifft oder darüber hinaus zieht endet das Spiel sofort.

## Auszeichnungen
- 2. Platz beim Hippodice Autorenwettbewerb 2006

## Spielkritiken
Spielbox Ausgabe 4/07: "Den Teufel mit dem Beelzebub ausgetrieben".

## Übersetzungen
- Englisch bei RioGrandeGames[1]